# Tarima flotante
Se denomina tarima flotante a los pavimentos de madera que no están pegados ni clavados al soporte. No confundir con suelos laminados

## Introducción
La tarima clásica o entarimado, ha sido tradicionalmente madera maciza de 22 mm clavada a rastreles (entarimado). Es un sistema longevo y eficaz, aunque sensible al agua y tiene asociados altos costes de producción e instalación.
Las tarimas flotantes, suelen ser materiales más económicos que la madera maciza, de fácil instalación. Las tarimas flotantes suelen ser sistemas multicapa, aunque también se encuentran sistemas flotantes en madera maciza.
Existe cierta polémica en relación con el uso de término tarima flotante en suelos laminados o sintéticos. En “tarima flotante”, el término “tarima”, hace referencia a entarimado, que está compuesto en su totalidad de madera. En España, la FEPM ( Federación Española de Pavimentos de Madera ), fija estándares que determinan el uso preciso de cada material. En el caso de tarima flotante, exige un mínimo de 4 mm de capa de nobre o pisable, para que sea considerado como tal, ya que en caso contrario, no se puede acuchillar, y se convierte en un suelo de 1 solo uso.
En los suelos de madera más antiguos no existía diferencia entre el soporte estructural (base) y el pavimento (zona de pisado), siendo un mismo tablón el que cumplía ambas funciones.
Este sistema se ha popularizado a nivel mundial desde 1960, donde se fue produciendo una separación entre la base o soporte y la superficie vista o pisable, este sistema permite el uso de maderas más nobles o resinas especiales, visualmente más atractivas en la parte visible del suelo, relegando la función estructural a maderas más económicas o de calidad inferior.

## Tipos
Las tarimas flotantes se pueden clasificar en función del material utilizado. Se pueden agrupar en tres grandes tipos:

### Tarima flotante madera multicapa
Se compone de una base inferior de estabilización o tablero, y dos o más capas de madera con tratamiento hidrófugo, de las que la o las intermedias suelen ser de madera resistente y barata, como pino o abeto, o bambú, y la superior o de acabado, de madera noble para el acabado estético.
Las dimensiones estándar de este material oscila entre, 1800 y 2200 mm, con grosores de 12 mm y 16 mm y anchos de 150 y 250 mm. La base del material, compuesto de madera barata o bambú, suele tener un grosor mínimo de 10 o 12 mm, y en relación con la capa noble, tendrá que tener un mínimo de 2,5 mm de madera hasta 6,5 mm. Según la Federación Española de Pavimentos de madera (FEMP), el mínimo ha de ser 2,5 mm para que puede ser llamado tarima flotante madera multicapa, en caso contrario el material no se podrá acuchillar y tendrá una corta longevidad.
Por último, la capa de madera noble, suele incorporar una última de protección, que suele ser barniz, al agua UV, con hasta 7 manos. También algunos modelos incorporan óxido de aluminio en su tratamiento, haciéndolos excepcionalmente resistentes a la abrasión, también ofrecen filtros de rayos ultravioletas, ofreciendo mejor comportamiento frente al sol. La dureza de la capa de barniz que suele cubrir estos suelos se mide con el test de Brinell, para superficies finas y test de abrasión Taber, de acuerdo a, ISO 9352 o ASTM D 1044.
El tratamiento, mantenimiento y conservación de este material se hace a través de acuchillado, también conocido como lijado y barnizado, aunque la reparación y cambio de las piezas es algo complicado.
Este tipo de suelos, relativamente novedosos, consiguen un acabado de la misma calidad visual que los parqués de madera maciza, superándolos incluso en algunos aspectos, como en estabilidad dimensional, ya que al disponerse las sucesivas capas con las vetas perpendiculares, las deformaciones de las piezas debido a la humedad o temperatura disminuyen. La tarima flotante multicapa suelen incorporar, al igual que los suelos de tarima flotante sintética, un sistema de anclaje tipo clic.

#### Consejos
Es importante elegir un material que tenga correctamente las láminas adheridas unas con otras, ya que es frecuente encontrarse este material con la capa superior o noble despegada.
Verificar que el material, tiene una capa superior o noble, de al menos 4 mm, aunque sería recomendable, 6 u 8 mm, ya que se podrá acuchillar más de una vez. Es frecuente encontrarse con materiales de 1 o 2 mm, con lo que no es posible restaurarlos o acuchillar.
También una capa noble o superior más gruesa, ofrece mejor comportamiento frente a las rayas por presión, ya que es posible que golpes casuales, superen con facilidad los 3 o 4 mm.
Desventajas
Estas son las principales desventajas que nos podemos encontrar a la hora de usar tarima flotante en nuestro hogar o negocio;
- Sonido hueco al pisar por encima de la tarima, excepto en las que incorporan una base aislante adherida al anverso de la tarima.
- SI pisas descalzo encontrarás un suelo tremendamente duro
- En espesores mínimos de madera noble no es posible barnizar, sin embargo en grosores superiores a 2,5 mm de maderamen noble admite acuchillado con lija de grano fino y barnizado posterior.
- La durabilidad dependerá en gran medida de la calidad

### Tarima flotante maciza
Tablas o lamas de madera maciza que rondan los 2 cm de grosor, largas y estrechas, variando sus dimensiones de unos modelos a otros.
Pueden presentarse sin juntas laterales, con juntas a media madera machihembradas, y normalmente disponen de alguna pieza de conexión metálica tipo clip, aunque no necesitan sistemas especiales de anclaje puesto que al ser más pesadas, funcionan bien por simple gravedad.
El tratamiento, mantenimiento y conservación de este material se hace a través de acuchillado, también conocido como lijado y barnizado.